# Michel Lejeune
Michel Lejeune (12 de enero de 1907 – 2000) fue un lingüista y helenista francés.

## Biografía
Michel Lejeune entró en una Ecole normale supérieure en 1926, se lincenció en Gramática en 1926 y se doctoró en Letras en 1940. Desde muy joven se apasionó por el estudio de las lenguas antiguas: sus primeros trabajos datan de 1929. Como lingüista fue discípulo del gramático comparatista Antoine Meillet y de Joseph Vendryes. Se especializó en fonética histórica del  Griego Antiguo.
Fue profesor sucesivamente en las universidades de Poitiers, Bordeaux y París IV: fue ponente de conferencias de Filología Griega y Latina (1933-1937) como licenciado durante su primera época, y como profesor de Gramática comparada en la segunda (1941-1946). Se convirtió en 1947 en director de estudios de gramática comparada de las lenguas indoeuropeas en la École practique des hautes études, y más tarde profesor de Lingüística en la Universidad de la Sorbona. Fue nombrado miembro de la Académie des Inscriptions et Belles-Lettres.

## Obras
- Les adverbes grecs en -then, Bordeaux, 1939.
- Observations sur la langue des actes d'affranchissement delphiques, Paris, 1940.
- Précis d'accentuation grecque, Paris, 1945.
- Traité de phonétique grecque, Paris, 1947.
- La posición del latin en el dominio indoeuropeo, Buenos Aires, 1949.
- Collection Froehner: inscriptions italiques, Paris, 1953.
- Celtiberica, Salamanca, 1956.
- Mémoires de philologie mycénienne, 1re série, Paris 1955-1957; 2e série, Roma 1971 ; 3e série, Roma 1973.
- Index inverse de grec mycénien, Paris, 1964
- Lepontica, Paris, 1971
- Phonétique historique du mycénien et du grec ancien, Paris, 1972.
- Manuel de la langue vénète, Heidelberg 1974.
- L'anthroponymie osque, Paris, 1976